# Enrico Marconi
Pour les articles homonymes, voir Marconi.
Enrico Marconi, connu en Pologne sous le nom de Henryk Marconi (né le 7 janvier 1792 à Rome et mort le 21 février 1863 à Varsovie), est un architecte italo-polonais qui a passé la majeure partie de sa vie au Royaume du Congrès .

## Biographie
Initialement, il a été formé par son père  Leandro, puis entre 1806 et 1810, il étudie simultanément à l'université de Bologne et à celle de Bologne. En 1822, le général Louis Michel Pac lui  demande de terminer son palais à Dowspuda dans le Nord-Est de la Pologne. Il s'installe à Varsovie, où à partir de 1827 il travaille pour le Conseil d'État et où il devient professeur (1851-1858) à l'Académie des beaux-arts.
Enrico Marconi a épousé une fille du jardinier du général Pac, Margaret Heiton, issue d'une famille écossaise installée en Pologne. Un de leurs fils, Leandro Marconi, est également devenu architecte.

## Œuvres
- Hotel Europejski à Varsovie
- Mausolée de Stanisław Kostka Potocki à Wilanów
- Le bâtiment de la salle de pompage du palais de Wilanów [2]
- Gares de Varsovie, Granica et Sosnowiec sur le chemin de fer Varsovie-Vienne
- Château d'eau dans le jardin saxon, Varsovie
- Grande synagogue, Łomża
- Prison de Pawiak, Varsovie

## Images

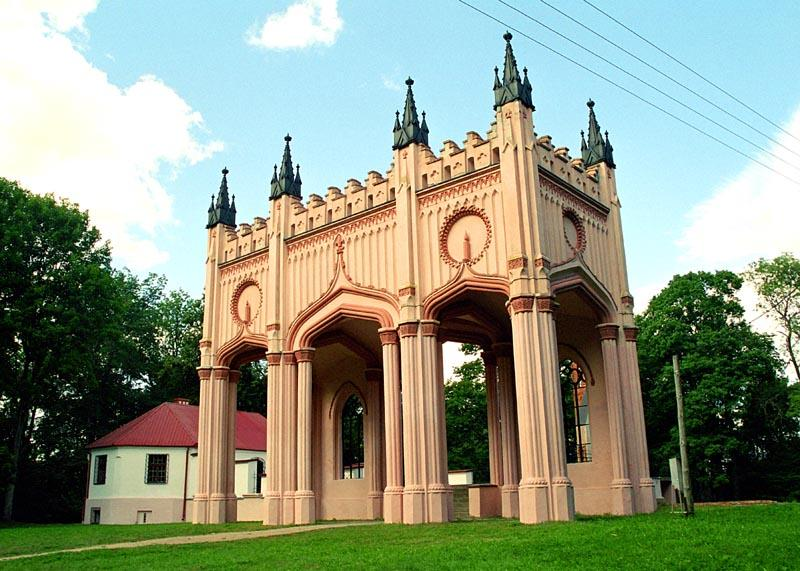
Vestiges du palais Pac à Dowspuda
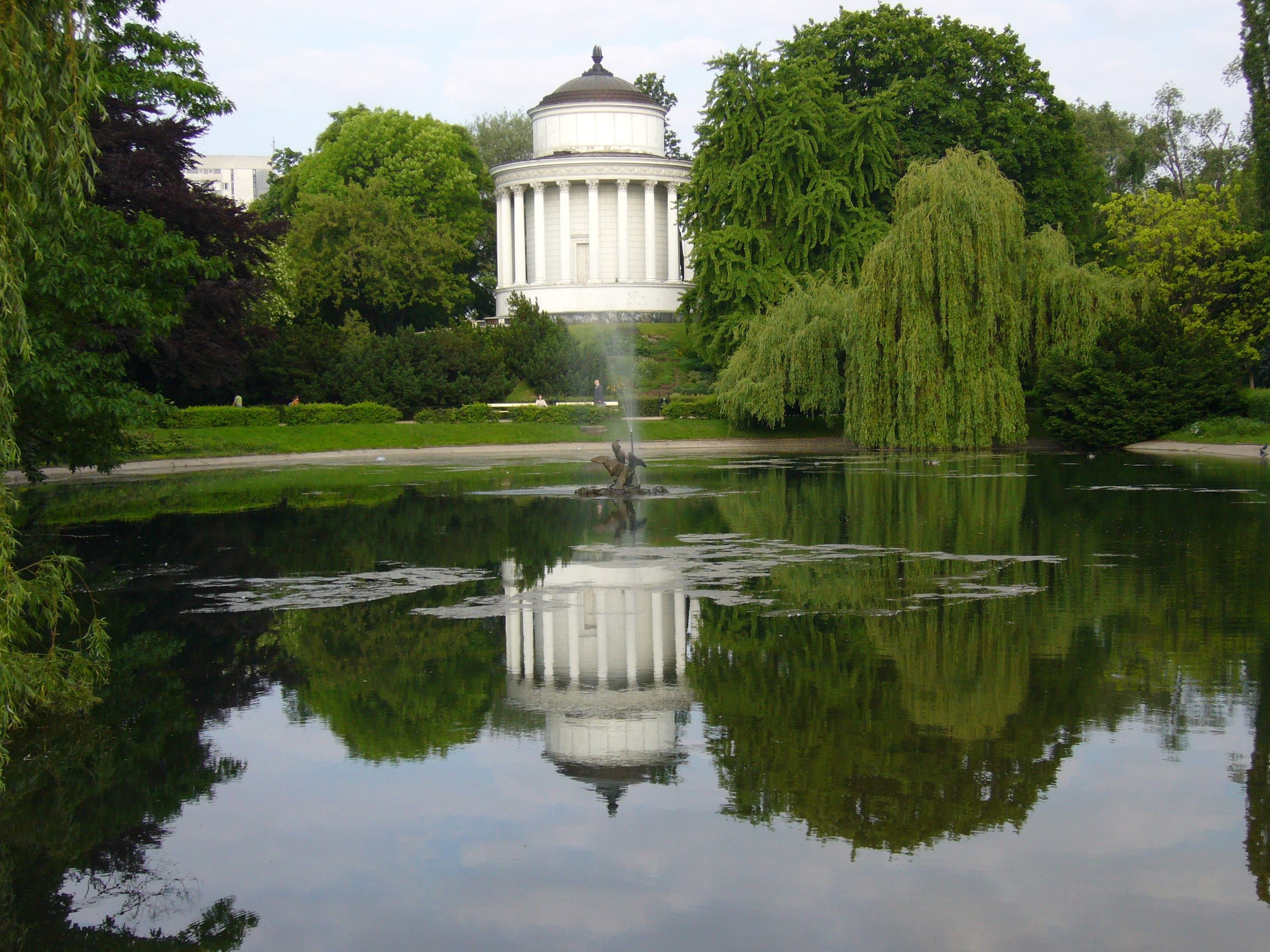
Château d'eau dans le jardin  Warsaw, Varsovie
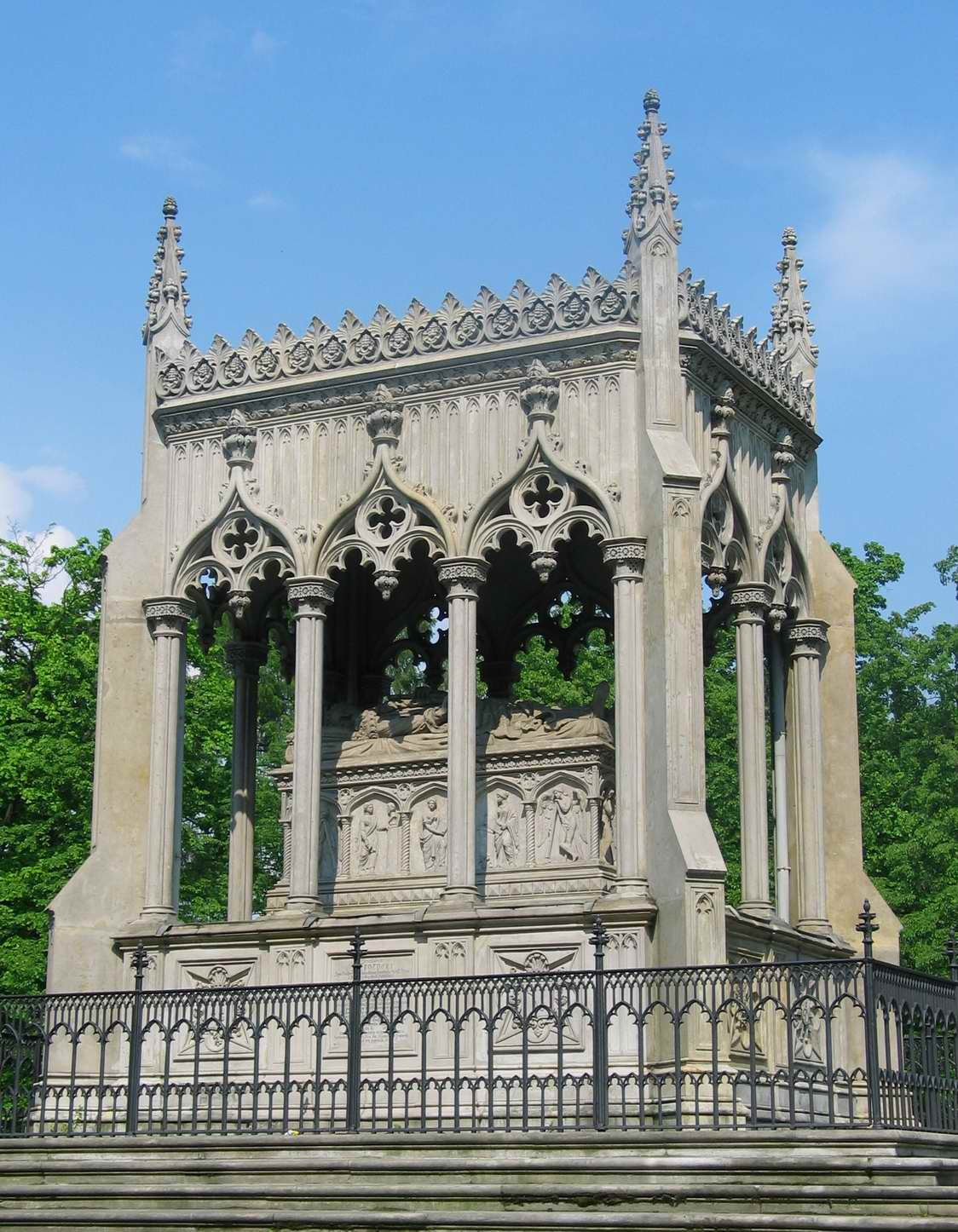
Mausolée de Stanisław Kostka Potocki et son épouse, Wilanów
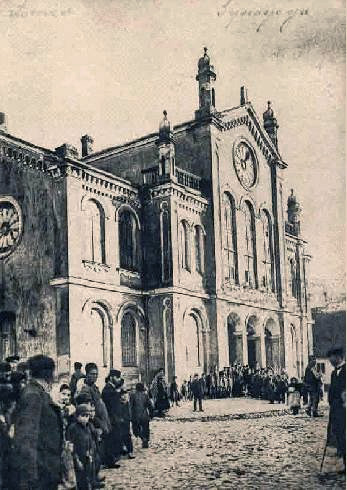
Grande synagogue, Lomza (détruite)
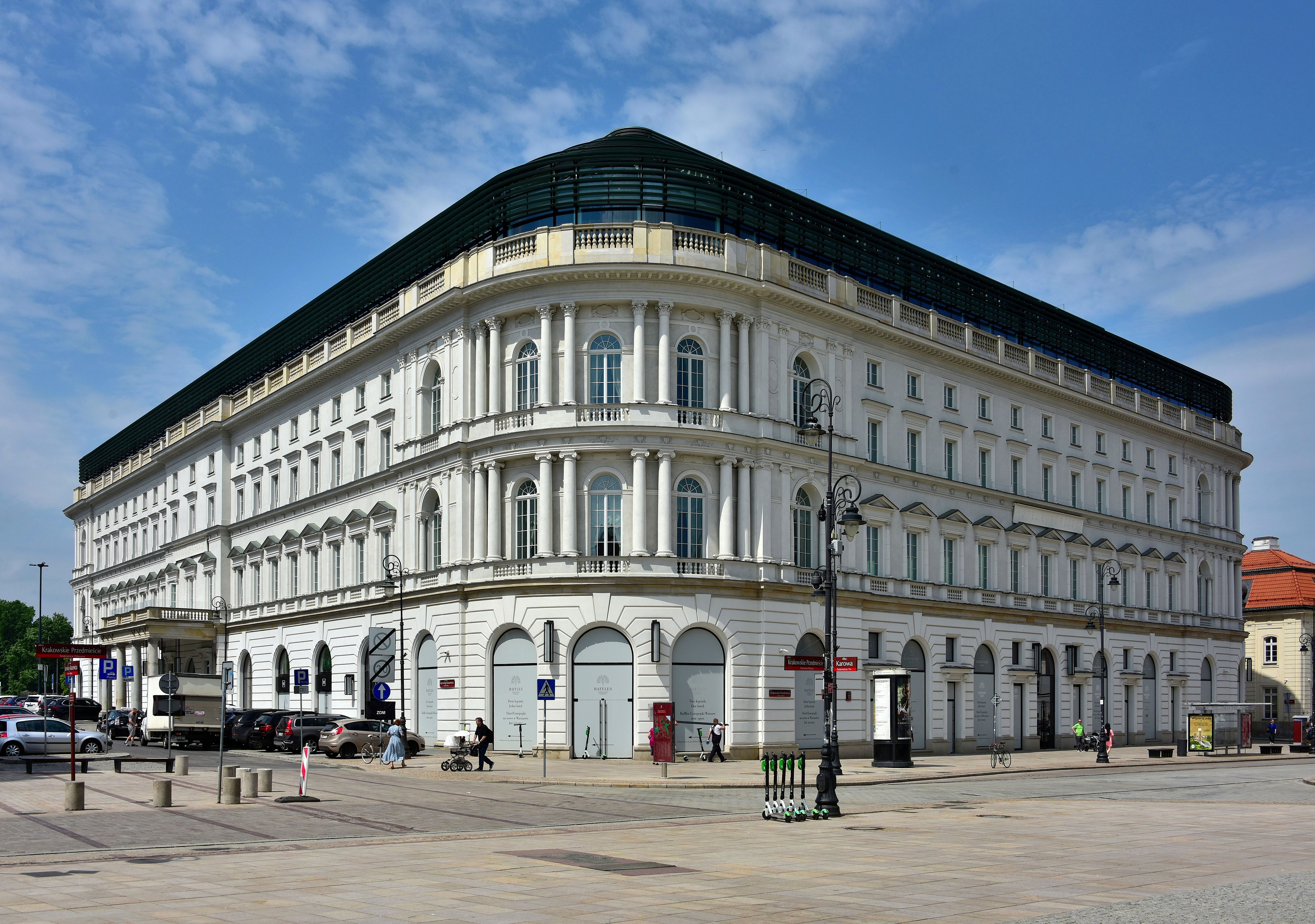
Hotel Europejski, Varsovie
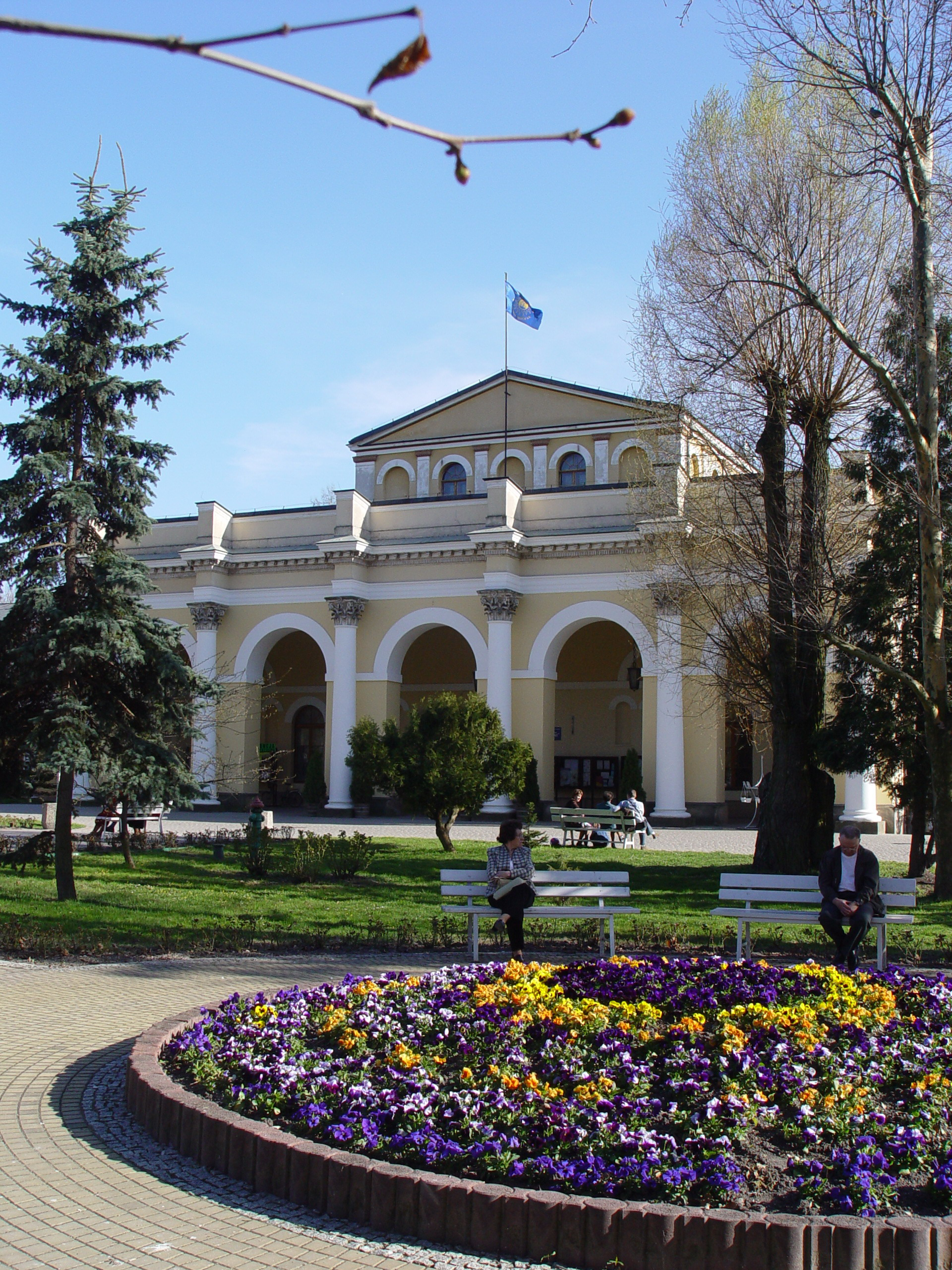
Spa House, Busko-Zdrój
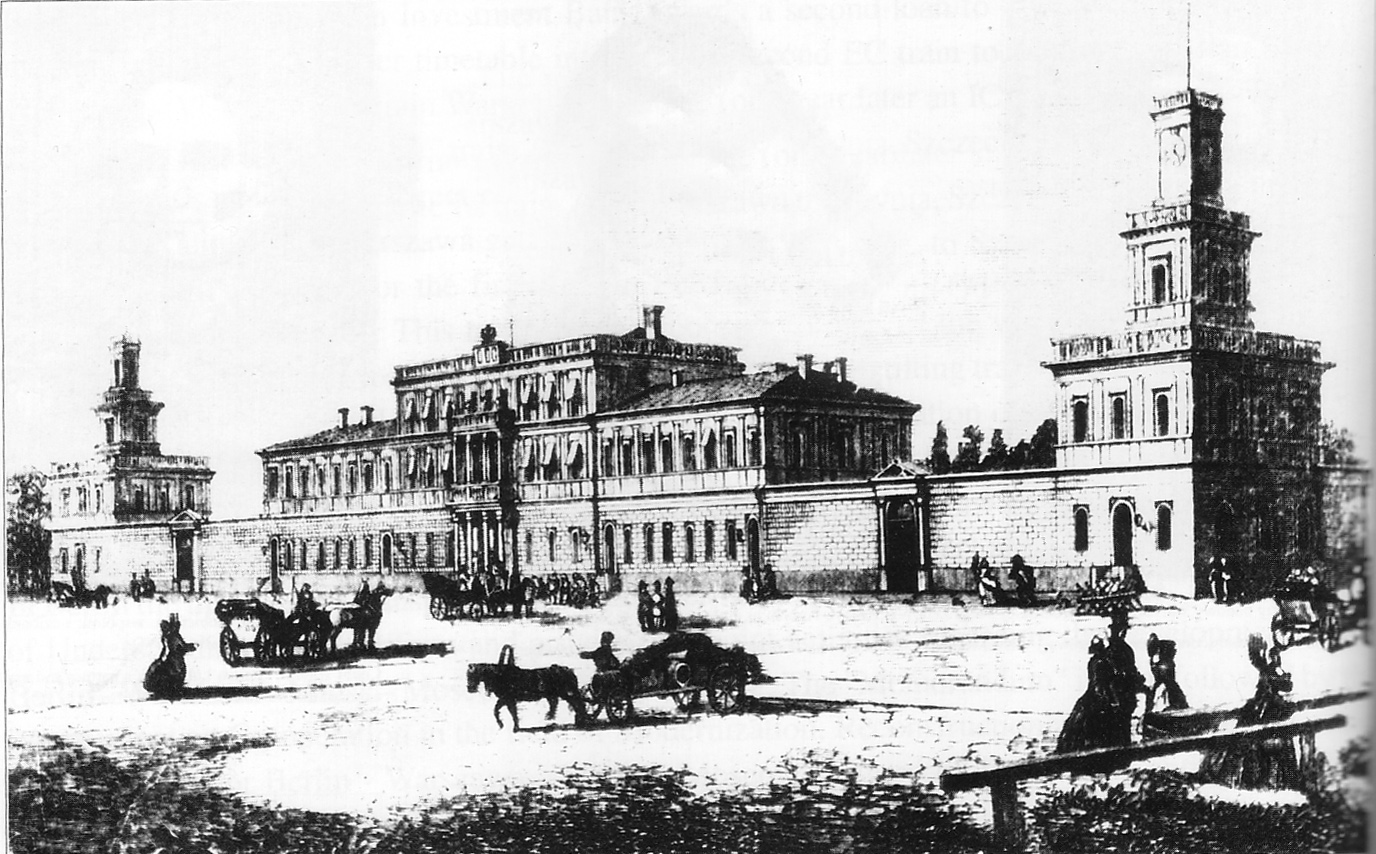
Gare de Vienne, Varsovie (détruite)